# نورث ريتشلاند هيلز
نورث ريتشلاند هيلز (بالإنجليزية: North Richland Hills, Texas)‏ هي مدينة تقع في مقاطعة تارانت، تكساس بولاية تكساس في شمال شرق الولايات المتحدة. تبلغ مساحة هذه المدينة 47.2 (كم²)، وترتفع عن سطح البحر 184 م، بلغ عدد سكانها 63343 نسمة في عام 2010 حسب إحصاء مكتب تعداد الولايات المتحدة .

## أعلام
- لوغان هندرسون
- أليكس لامبرت

## وصلات خارجية
- http://www.nrhtx.com/
- The US50 - Cities and Towns in Texas State